# Vrútky
Vrútky (njem. Ruttek, mađ. Ruttka) je grad u sjevernoj Slovačkoj u Žilinskom kraju. Upravno pripada okrugu Martin.

## Zemljopis
Grad se nalazi na slivu rijeka Váh i  Turiec, u Turčianskoj kotlini, blizu planine Male Fatre. Nalazi se 3 km sjeverno od grada Martina, s kojim dijeli javni gradski prijevoz, te 25 km od Žiline. Upravno središte Nacionalnog parka Velika Fatra nalazi se u Vrútku.

## Povijest
Prvni pisani spomen grada je iz 1246. U 13. stoljeću selo je podijeljeno na Gornju i Donju Vrútku. Godine 1809. naselje je imalo 300 stanovnika. Izgradnjom željeznice grad se počeo naglo razvijati, a broj stanovnika rasti s 915 stanovnika 1869. do 4345 stanovnika 1900. godine. Vrútky je status grada dobio 1990. godine.

## Stanovništvo
| Godina:     | 1993. | 2003.   | 2013.   | 2023.   |
| ----------- | ----- | ------- | ------- | ------- |
| Broj ljudi: | 7377  | 7242    | 7664    | 7399    |
| Razlika:    |       | -1,83 % | +5,82 % | -3,45 % |

| Godina:     | 2022. | 2023.   |
| ----------- | ----- | ------- |
| Broj ljudi: | 7424  | 7399    |
| Razlika:    |       | -0,33 % |

Prema popisu stanovništva iz 2001. grad je imao 7.298 stanovnika.

### Etnička pripadnost
- Slovaci – 96,01 %
- Česi – 1,33 %
- Romi – 0,47 %
- Mađari – 0,33 %[6]

### Religija
- rimokatolici – 50,34 %
- luterani – 19,01 %
- ateisti – 24,86 %[6]

## Gradovi prijatelji
- Bebra, Njemačka
- Fulnek, Češka
- Łaziska Górne, Poljska
- Nymburk, Češka

## Vanjske poveznice
- Službena stranica grada  Arhivirana inačica izvorne stranice od 5. rujna 2007. (Wayback Machine)

### Ostali projekti
|  | Zajednički poslužitelj ima još gradiva o temi Vrútky |